# SMS Kaiser Karl VI

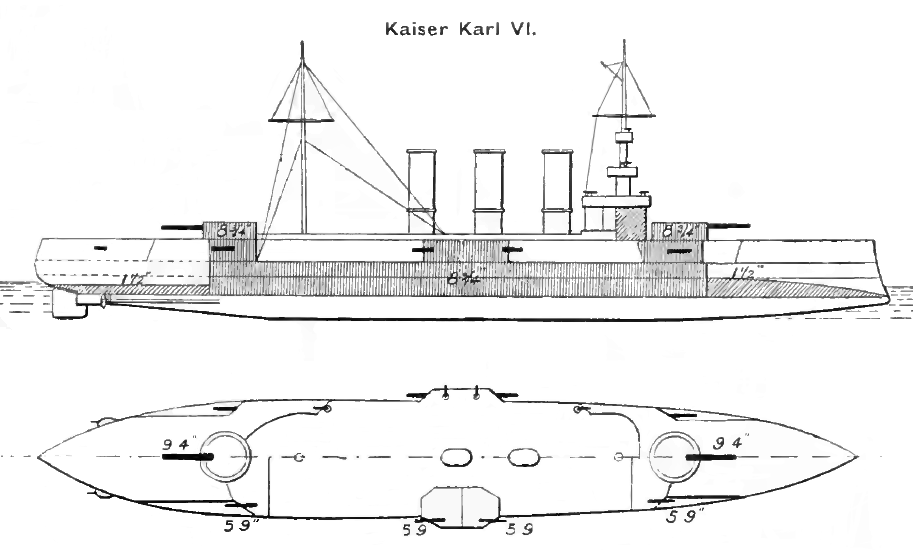
Uproszczony schemat uzbrojenia i opancerzenia (zakreskowane) (grubość pancerza w calach podana na górnym schemacie jest błędna)

SMS Kaiser Karl VI – austro-węgierski krążownik pancerny z początku XX wieku, jedyny okręt swojego typu. Służył w k.u.k. Kriegsmarine podczas I wojny światowej; złomowany w 1922 roku.

## Budowa
"Kaiser Karl VI" (Cesarz Karol VI) był drugim krążownikiem pancernym zbudowanym dla marynarki Austro-Węgier, po krążowniku "Kaiserin und Königin Maria Theresia". Stanowił odpowiedź na budowę przez Włochy krążowników pancernych typu Vettor Pisani. Okręt zaprojektował Naczelny Inżynier Budowy Okrętów (Schiffbau Oberingenieur) J. Kellner. W porównaniu z "Marią Theresią", nowy okręt otrzymał nowsze i mocniejsze działa artylerii głównej tego samego kalibru, umieszczone w wieżach. Poza tym, znacznie wzmocniono opancerzenie i zwiększono jego powierzchnię. Całkowitej zmianie uległa przy tym sylwetka okrętu. 
Stępkę pod budowę okrętu położono 1 czerwca 1896 w stoczni STT (Stabilimento Tecnico Triestino) w  San Rocco koło Muggii, która wcześniej zbudowała "Kaiserin und Königin Maria Theresia". Na etapie projektu oznaczony był jako Rammkreuzer D ("krążownik taranowy D"). 4 października 1898 wodowano kadłub, a 23 maja 1900 okręt wszedł do służby. Koszt budowy wyniósł 11 milionów koron.
Rozwinięciem konstrukcji "Kaisera Karla VI" był krążownik "Sankt Georg".

## Opis
"Kaiser Karl VI" miał typową architekturę dla krążowników pancernych przełomu wieków. Kadłub był gładkopokładowy, z taranową dziobnicą. Na samej rufie była tzw. galeryjka admiralska. Na pokładzie dziobowym i rufowym znajdowały się pojedyncze wieże dział 240 mm. Za wieżą dziobową była kilkupoziomowa nadbudówka z odkrytymi pomostami i z masztem. Dalej na śródokręciu znajdowały się trzy proste wysokie kominy, a w pewnej odległości za nimi - maszt rufowy i szczątkowa nadbudówka. Po bokach kominów były składowane łodzie..
Osiem dział artylerii średniej 150 mm było umieszczonych w kazamatach na burtach - pojedyncze kazamaty były na wysokości każdej z wież artylerii oraz para kazamat na każdej z burt pośrodku długości kadłuba. Oprócz prowadzenia ognia na boki, po cztery działa mogły teoretycznie strzelać na wprost w kierunku dziobu lub rufy, dzięki wcięciu burt po bokach wież oraz wystającym poza płaszczyznę burt centralnym kazamatom. Lekkie działka 47 mm znajdowały się na stanowiskach na śródokręciu na pokładzie oraz na nadbudówkach. 

## Skrót służby
W początkowym okresie służby "Kaiser Karl VI" pływał na Adriatyku i Morzu Śródziemnym, biorąc udział m.in. w  manewrach i przeglądach floty austro-węgierskiej. W latach 1902–03 stacjonował we wschodniej Azji (Chiny), reprezentując tam Austro-Węgry (część załogi pod dowództwem oficera broni torpedowej krążownika Bogumiła Nowotnego utworzyła straż poselstwa Austro-Węgier w Pekinie). W 1909 okręt wziął udział w międzynarodowej demonstracji siły u wybrzeży Lewantu. W 1910 udał się z wizytą do Argentyny, na obchody 100-lecia republiki. W 1913 brał udział w międzynarodowej demonstracji siły przeciw Czarnogórze, usiłującej zająć albański port Skutari.
Służył podczas I wojny światowej, lecz z powodu warunków działania na Adriatyku, ciężkie okręty austro-węgierskie, w tym "Kaiser Karl VI", nie były intensywnie wykorzystywane bojowo. Główne akcje miały na celu ostrzeliwanie wybrzeża. Między 9 a 12 sierpnia 1914 oraz od 29 września 1914 "Kaiser Karl VI" ostrzeliwał stanowiska wojsk i artylerii czarnogórskiej w masywie Lovćen nad Zatoką Kotorską. 29 grudnia 1915 wyszedł z zespołem floty w celu wsparcia zespołu krążownika lekkiego "Helgoland". 28-29 sierpnia 1916 wziął udział w rajdzie pod Brindisi, mającym na celu wywabienie floty włoskiej przed oczekujące okręty podwodne, który jednak nie przyniósł skutków. 
1 lutego 1918 załoga "Kaisera Karla VI" stojącego w Boce Kotorskiej wzięła udział w rewolucyjnym wystąpieniu marynarzy floty austro-węgierskiej, stłumionym w ciągu następnych dwóch dni. Po tym, krążownik przebazowano do Szybeniku, gdzie 19 marca 1918 został wycofany ze służby i przekształcony w hulk sztabowy, a następnie mieszkalny.
Podczas likwidacji marynarki Austro-Węgier po zakończeniu wojny, polski Departament Spraw Morskich Ministerstwa Spraw Wojskowych w sierpniu 1919 domagał się przyznania "Kaisera Karla VI" Polsce, wraz z innymi mniejszymi okrętami austro-węgierskimi, motywując to ponoszeniem kosztów budowy floty austro-węgierskiej także przez społeczeństwo polskie. Inicjatywa ta nie miała jednak szans powodzenia wobec niechętnego stanowiska Wielkiej Brytanii do wzmacniania jakichkolwiek nowych marynarek (Polska otrzymała ostatecznie jedynie 6 poniemieckich torpedowców). Krążownik został natomiast w styczniu 1920 przyznany przez Komisję Morską w Paryżu Wielkiej Brytanii, po czym sprzedany przez nią na złom włoskiej firmie i w 1922 złomowany w Neapolu. 

## Dane techniczne
Uzbrojenie:
- 2 działa 238 mm[11] C/94 Krupp (nominalnie 24 cm) w wieżach na dziobie i rufie (2xI)[1]
  - długość lufy L/40 (40 kalibrów); masa pocisku 229 kg, donośność 16,4 km, szybkostrzelność do 2,5 strz/min[9];
- 8 dział 149 mm[11] Skoda (nominalnie 15 cm) w kazamatach (8xI)[1]
  - długość lufy L/40; masa pocisku 45,5 kg, donośność do 10 km[9];
- 1 działo przeciwlotnicze 66 mm (nominalnie 7 cm) L/50 Skoda (od czerwca 1917)[3]
- 16 dział 47 mm L/44 Skoda (16xI) (od czerwca 1917 - 14 dział)[3]
- 2 działa 47 mm L/33 Hotchkiss[3]
- 2 karabiny maszynowe 8 mm[1]
- 2 nadwodne stałe wyrzutnie torped 450 mm (2xI)[3]
- 2 działa desantowe 70 mm L/15 (na kutrach)[1]

Opancerzenie:
- pionowe (stal Harveya[12]):
  - burtowy pas pancerny: 170–220 mm
  - kazamaty: 80 mm
  - wieże dział: 200 mm
- pokład pancerny: 40–60 mm
- stanowisko dowodzenia: 100–200 mm